# ريغي براشاو
ريغي براشاو هو لاعب كرة قدم كندية كندي، ولد في 4 مارس 1984 في نيو ويستمينيستر في كندا.